# Rangiroa (atolón)
Rangiroa (en el dialecto local Ragiroa o Ra'iroa) es un atolón de las Tuamotu, en la Polinesia Francesa. Está situado al noroeste del archipiélago, a 350 km de Tahití.

## Historia
El nombre de Rangiroa, o Rairoa, significa «largo cielo». Probablemente fue poblado en el siglo X. En 1616 llegaron los neerlandeses Le Maire y Schouten y la llamaron isla de las Moscas (Vlieghen Eyland). Quedaron literalmente cubiertos y no se las quitaron de encima durante días. En 1770 los isleños sufrieron una severa derrota ante los guerreros de la vecina Anaa, quedando la isla despoblada después de la masacre y el exilio, y no fue repoblada hasta cuarenta años más tarde. Los primeros europeos en instalarse fueron unos misioneros católicos en 1851. Estos desarrollaron la plantación de cocoteros y los habitantes trabajaron en la industria de la copra (pulpa de coco seca). En 1965 se construyó un aeropuerto de 2100 m facilitando la llegada del turismo. Una de las atracciones es la práctica del submarinismo, con una rica fauna marina donde destacan las rayas, delfines y tiburones.
Otros nombres históricos son: Vavaunui, Deans, Nairsa y Príncipe de Gales

## Geografía
El atolón está formado por unos 415 motus, islotes y bancos de arena que ocupan una superficie total de unos 170 km². En el arrecife hay unos cien pasos estrechos, llamados hoa. El atolón tiene una forma elíptica aplanada, con 80 km de longitud y una anchura que oscila entre 5 y 32 km. La anchura de la tierra alcanza de 300 a 500 metros de ancho y su circunferencia suma hasta 200 km. La laguna tiene una profundidad máxima de 35 m y su superficie es de 1.446 km². Es tan grande que tiene su propio horizonte. Debido a su escasa profundidad, las corrientes que entran y salen por los pasos y con los vientos pueden crear a veces tormentas interiores.
Rangiroa es un importante destino de buceo debido a las aguas azules y transparentes de la laguna y a una fauna marina excepcionalmente diversa. Los lugares de buceo más populares son la Laguna Azul, el paso de Avatoru, el paso de Tiputa y Les Sables Roses ("las arenas rosas").

## Comuna de Rangiroa
La capital de Rangiroa, Avatoru, es el centro administrativo de la comuna que incluye, además de Rangiroa, las comunas asociadas de Mataiva, Tikehau y Makatea.
| Isla     | Cabeza     | Población (censo 1996) | Superficie (km²) |
| -------- | ---------- | ---------------------- | ---------------- |
| Rangiroa | Avatoru    | 2.145                  | 79               |
| Tikehau  | Tuherahera | 409                    | 20               |
| Mataiva  | Pahua      | 227                    | 25               |
| Makatea  | Moumu      | 84                     | 30               |
| TOTAL    | Avatoru    | 2.865                  | 154              |

## Economía

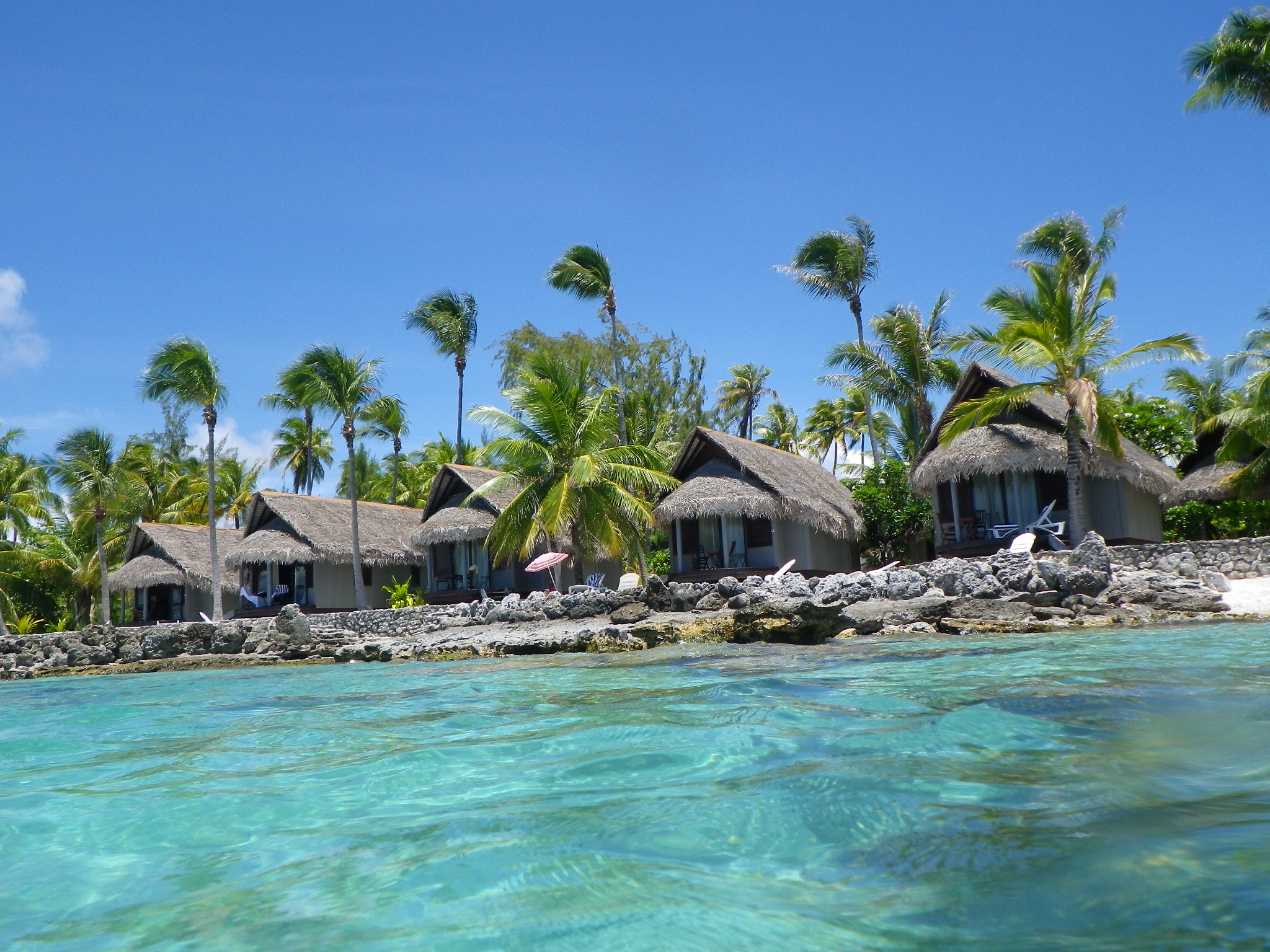
Un hotel en el atolón.

### Perlas
La cría de ostras perleras en la laguna puede producir perlas negras. Las perlas negras (es decir, las perlas marinas cultivadas producidas a partir de la concha de la ostra perlera de labio negro, Pinctada margaritifera) abundan en los atolones de la Polinesia Francesa. Estas perlas, que presentan una amplia gama de colores naturales, desde el blanco hasta el oscuro y todas las tonalidades de gris, son las únicas perlas cultivadas del mundo con tantos colores naturales diferentes como el famoso pavo real verde.
La técnica para producir perlas marinas cultivadas se desarrolló en Japón y, salvo algunos detalles menores, es similar en la Polinesia Francesa. Se introduce en el animal una cuenta de nácar junto con un trozo de tejido (manto) extraído de otra ostra perlera. El trozo de tejido, como tejido de injerto, se desarrollará rápidamente y formará una piel alrededor de la cuenta y luego depositará madreperla en la superficie de la cuenta. El rechazo de la cuenta es importante y afecta a un 30% de las conchas sembradas, principalmente porque el tejido del injerto no está lo suficientemente cerca de la cuenta. Incluso con cuentas perfectamente redondas, sólo el 20% de las perlas serán perfectamente redondas en la cosecha, unos dos años después de la siembra.
El cultivo de perlas se realiza en más de 30 atolones de la Polinesia Francesa y es la actividad principal de numerosas familias del archipiélago de Tuamotu. En Rangiroa, unas pocas granjas explotan unas 1.000 acres (4,0 km²) de superficie de agua en la laguna cedida por el gobierno tahitiano. La mayor explotación, Gauguin's Pearl, empleaba a más de 50 trabajadores locales, con un fuerte impacto en la economía de este atolón de 2.000 habitantes. En el atolón de Rangiroa también se ha implantado una escuela dedicada a las técnicas de cultivo de perlas y un centro de investigación sobre las ostras perleras, lo que lo convierte en una especie de centro perlero de esta industria.

### Pesca
Esencialmente una parte de la producción de alimentos, sin embargo, también se envía a la isla de Tahití.

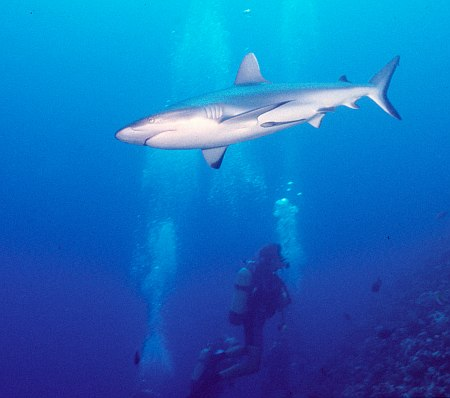
Tiburones Carcharhinus amblyrhynchos en las aguas de Rangiroa

### Viticultura
El atolón de Rangiroa también es conocido por sus viñedos, únicos en el mundo. Las vides crecen al borde de una laguna, junto a los cocos, y producen dos cosechas al año. La bodega está en el corazón del pueblo de Avatoru. Las uvas se llevan a la bodega en barco.
La creación de este viñedo se produjo después de muchos análisis previos, para encontrar el mejor sitio capaz de albergar las vides. Las primeras vides se importaron en 1992 y se sometieron a pruebas de aclimatación y selección en las principales islas de la Polinesia, con la incertidumbre de su adaptación al clima. Se importaron treinta variedades de diversas partes de Europa. El viñedo es el Domaine Dominique Auroy.
Las pruebas se realizaron en:
- Las Islas Australes, en el alto Rurutu y Tubuai,
- Nuku Hiva (archipiélago de las Marquesas),
- Rangiroa (archipiélago de las Tuamotu),
- Las llanuras y montañas de Tahití.
- El atolón de Rangiroa se seleccionó por las siguientes razones: ausencia de plagas de la vid como los insectos defoliadores (por ejemplo, la filoxera de la uva) y su proximidad a Tahití. Las variedades cultivadas en el atolón son Carignan, Italia y Black Muscat.

## Turismo
El turismo es una de las principales actividades económicas de la isla: las conexiones diarias con Tahití, una laguna excepcional y los pasos que son buenos lugares para el buceo atraen a un número constante de turistas. Estos se alojan en algunos hoteles y pensiones.
La laguna de Rangiroa, el segundo atolón más grande del archipiélago de Tuamotu en la Polinesia Francesa, es un destino reconocido para buceadores debido a su extensa vida submarina y variedad de especies marinas. La amplitud de la laguna y el agua clara y cálida del Pacífico ofrecen condiciones ideales para explorar la flora y fauna submarinas, lo que convierte a Rangiroa en un punto importante para actividades de buceo.

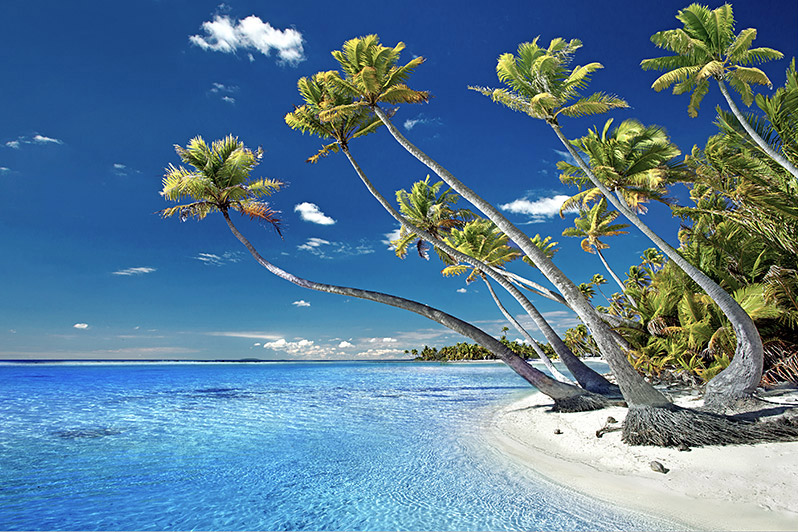
Una de la playas del atolón

### Buceo
Rangiroa ofrece algunas de las mejores inmersiones del mundo en el paso de Tiputa y sus alrededores, que se encuentra en un extremo de la única carretera principal y recorre 3,5 km hasta el paso de Avatoru. Los delfines mulares comunes (Tursiops truncatus) juegan regularmente en grupo en el Paso. Se pueden ver desde tierra firme, pero también es uno de los pocos lugares en los que se pueden abordar en el buceo. Debido a su gran tamaño y a la existencia de sólo dos pasos, cada marea alta crea una fuerte corriente entrante mientras que cada marea baja crea una fuerte corriente saliente en esos dos pasos. Cuando la corriente fluye hacia dentro por el paso de Tiputa, unos 200 ejemplares de tiburón se reúnen en la entrada del paso de Tiputa, a cincuenta metros de profundidad. Guiados por la fuerte corriente, los tiburones pueden permanecer inmóviles y permiten a los buceadores observarlos sin ninguna dificultad. 
También se pueden ver grandes manta rayas, tortugas marinas verdes y peces napoleón. Ocasionalmente, también se pueden ver tiburones tigre y tiburones martillo. En enero, un gran número de rayas se reúne en el paso de Tiputa, así como tiburones martillo que se alimentan de ellas.
Un lugar destacado del atolón es la famosa Laguna Azul, que es una laguna más pequeña formada en el extremo suroeste de Rangiroa. Sus aguas poco profundas acentúan el color azul brillante del agua. Las Arenas Rosas son bancos de arena rodeados de numerosas ro'a que se encuentran en la parte sureste de Rangiroa.

## Demografía

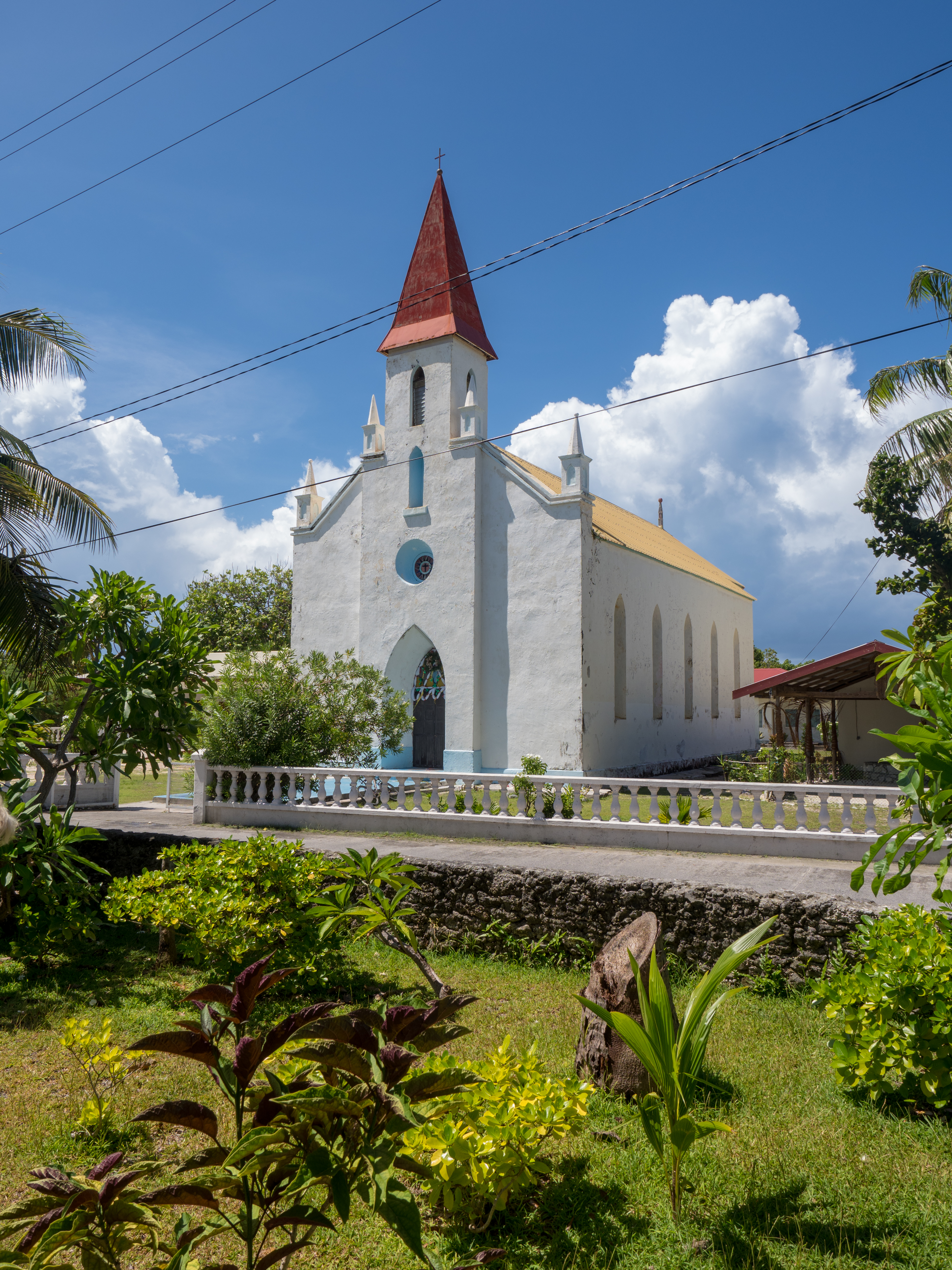
Iglesia de Nuestra Señora de la Paz (Église de Notre-Dame-de-Paix) en Tiputa

Sólo dos islas, en el extremo norte del atolón, están permanentemente habitadas. En 2007, la población total del atolón de Rangiroa era de 2.473 habitantes. Los principales pueblos son Avatoru (817 habitantes), Tiputa (971), Ohutu (546), Taeo'o, Fenuaroa, Otepipi y Tevaro. Tanto Avatoru como Tiputa se construyeron en islas vecinas, de 12,5 y 4 km de longitud respectivamente. Están separadas por el gran paso de Tiputa. El otro paso importante del atolón es el de Avatoru, inmediatamente al oeste de la isla de Avatoru.

### Religión
Como en el resto de las Islas Tuamotu, la mayoría de los habitantes son cristianos, esto como consecuencia de la actividad misionera tanto de grupos católicos como protestantes. La Iglesia católica administra 3 edificios religiosos en el Atolón: la Iglesia de San Miguel en Avatoru (Église de Saint-Michel),  la Capilla de Santa Ana en Otepipi (Chapelle de Sainte-Anne),  y la Iglesia de Nuestra Señora de la Paz en Tiputa (Église de Notre-Dame-de-Paix), todos estos dependen de la Arquidiócesis de Papeete con sede en la Isla de Tahití.

## Transporte
Hay transporte aéreo en el aeropuerto de Rangiroa, situado en la isla Avatoru, con vuelos a Tahití y otros atolones de la Polinesia Francesa. También hay una pequeña carretera que rodea la isla de Avatoru. Está hecha de asfalto y trozos de coral.

## Problemas de agua y medio ambiente
Como muchos atolones, Rangiroa no tiene agua corriente. Cada hogar debe recoger y almacenar el agua de lluvia en cisternas. Como resultado del bombeo excesivo, las lentes de agua dulce que se forman en los arrecifes de coral son ahora en su mayoría de agua salobre. Al formarse un atolón en la superficie del océano, las reservas de agua dulce también se contaminan por el casi imposible enterramiento de los residuos, que se acumulan en vertederos salvajes o a pocos metros de profundidad.
El problema del agua en Rangiroa es, por tanto, inherente a las condiciones de vida contemporáneas, y estructural. Por otro lado, el calentamiento global y la consiguiente subida del nivel del agua amenazan a la isla. Como todos los atolones, el equilibrio ecológico de Rangiroa y su viabilidad para la humanidad se basan en un ecosistema especialmente vulnerable que requiere una gestión muy delicada de los recursos.

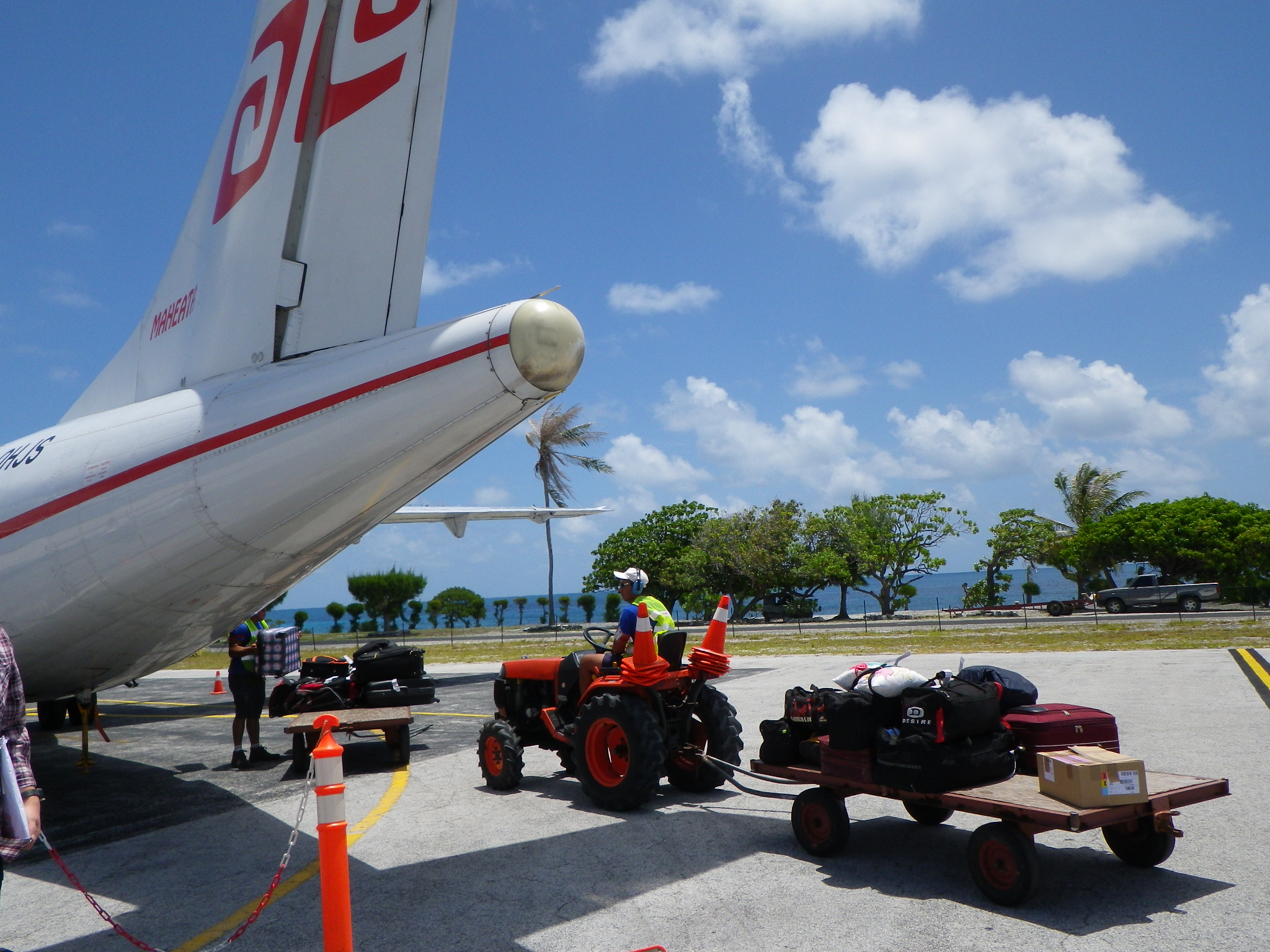
Aeropuerto de Rangiroa